# Ulli Hockenberger
Ulli Hockenberger (* 2. September 1956 in Straubenhardt) ist ein deutscher Politiker der Christlichen Demokratischen Union Deutschlands (CDU). Er ist seit April 2016 Mitglied des Landtags von Baden-Württemberg.

## Leben
Hockenberger legte 1975 das Abitur in Eppingen ab. 1981 legte er die Staatsprüfung als  Diplom-Verwaltungswirt ab. Von 1981 bis 1987 war er beim Regierungspräsidium Karlsruhe tätig und von 1988 bis 2016 bei der Stadt Bruchsal. Von 2002 bis 2016 war Hockenberger Bürgermeister in Bruchsal.
2016 wurde er im Wahlkreis 29 (Bruchsal) mit dem Direktmandat in den Landtag von Baden-Württemberg gewählt. Er ist Mitglied des Ausschusses für Inneres, Digitalisierung und Migration und stellvertretender Vorsitzender des Ausschusses für Soziales und Integration. Daneben gehört er weiteren Landtagsausschüssen als stellvertretendes Mitglied an, darunter dem Ausschuss für Verkehr und dem Petitionsausschuss.
Bei der Landtagswahl 2021 konnte er sein Direktmandat mit 27,1 Prozent der Stimmen verteidigen.
Bei der Landtagswahl 2026 tritt er nicht erneut an.
Er gehört der Bezirkssynode des Kirchenbezirks Bretten-Bruchsal der Evangelischen Landeskirche in Baden an.
Seit 1981 ist Hockenberger verheiratet und evangelischer Konfession.